# Burg Ober-Sturmberg
Die Burg Ober-Sturmberg, auch Burg Neu-Sturmberg, ist eine abgegangene Höhenburg in Naas im Bezirk Weiz in der Steiermark (Österreich). Die Ruine steht unter Denkmalschutz (Listeneintrag).

## Geschichte
Die Ursprünge der Burg Ober-Sturmberg gehen, ebenfalls wie die von Burg Unter-Sturmberg, bis in die Mitte 12. Jahrhundert zurück. Die lange verbreitete Annahme, die Burg wäre, im Gegensatz zu der Burg Unter-Sturmberg, erst im 15. Jahrhundert errichtet worden, wurde durch Mauerwerksuntersuchungen weitestgehend widerlegt. Elisabeth Hafner, die 1393 die Feste Neu-Sturmberg geerbt hatte, überließ diese dem Stiefsohn ihres Bruders Otto I von Ratmannsdorf. Dieses Adelsgeschlecht vertrat im Gegensatz zu den von Sturmberg eine niedrige Stellung als die von Sturmberg. Trotzdem bestand vermutlich ein enges Verwandtschaftsverhältnis.
Die baufällige Burg wurde 1718 an Johann Josef Graf Wurmbrand, verkauft. Von ihm gelang diese an die Grafen von Webersberg, die auch Waxenegg besaßen. Im Jahr 1761 gelangte Ober-Sturmberg in den Besitz von Johann Graf Khevenhüller-Metsch. August Fürst von Bretzenheim gelangte 1799 in den Besitz von Ober-Sturmberg. Seit 1780 ist die Burg ebenso wie die Burg Alt-Sturmberg verfallen.

## Beschreibung
Nach über 200 Jahren des Verfalls ist von der Burganlage heute nur noch das Fundament erhalten.
Im 12. Jahrhundert wurde zunächst ein rechteckiges Palas gebaut. Zu späterer Zeit wurde dieser von einer wehrhaften Ringmauer umgeben. Im 16. Jahrhundert wurde die Burg von mehrere Rundtürmen flankiert. Im 17. Jahrhundert führte eine gedeckte Treppe vom Berg hinunter. Ursprünglich war die Burg angeblich über einen unterirdischen Gang mit der Burg Unter-Sturmberg verbunden.